# Jürgen Adams
Jürgen Adams (* 13. Februar 1961 in Mannheim) ist ein ehemaliger deutscher Eishockeyspieler.

## Karriere
Jürgen Adams begann seine Karriere in den Schüler- und Jugendmannschaften des Mannheimer ERC (MERC). Im Jahr 1980 stieß er noch als Schüler zur Profimannschaft und wurde sofort mit dieser Deutscher Eishockeymeister unter Trainer Heinz Weisenbach. Nach sieben weiteren Spielzeiten für die Mannheimer wechselte er für zwei Jahre zu Eintracht Frankfurt, bevor er nach einem Jahr beim EC Bad Nauheim in der 2. Eishockey-Bundesliga seine Laufbahn als Profi beendete. Als Amateur blieb er jedoch dem Eishockeysport treu. Adams erzielte während seiner Profikarriere in 356 Spielen insgesamt 161 Scorerpunkte, darunter 81 Tore. Den großen Durchbruch in der deutschen Eishockeynationalmannschaft schaffte er nicht.